# نیکولاس راشر
نیکولاس راشر (انگلیسی: Nicholas Rusher؛ زادهٔ ۱۰ ژوئن ۱۹۹۹) قایقران روئینگ اهل ایالات متحده آمریکا است.